# Fort Radiowo
Fort Radiowo (daw. Radio-Stacja) –  obszar MSI w Warszawie, w dzielnicy Bemowo. 
Nazwa występuje w zestawieniu Państwowego Rejestru Nazw Geograficznych jako niestandaryzowana część miasta Warszawa.

## Położenie
Rejon Fort Radiowo znajduje się wg MSI pomiędzy:
- ul. Antoniego Kocjana – Fortową – Dywizjonu 303 od południa,
- ul. Powstańców Śląskich od wschodu,
- ul. Radiową od północy,
- granicą dzielnicy Bemowo i gminy Stare Babice od zachodu.

Zachodnia granica jest dokładnie na osi masztów nieistniejącej już Transatlantyckiej Centrali Radiotelegraficznej.

## Historia
Nazwa „Fort Radiowo“ pochodzi od zwyczajowej nazwy fortu IIA Twierdzy Warszawa, wzniesionego tu w drugiej połowie XIX wieku. Ze względu znajdujące się tam instalacje nadawcze fort przyjął obecnie używaną nazwę.
Obecnie obszar ten pokryty jest Lasem Bemowskim, znajdują się tu ogródki wojskowe, mały poligon z placem ćwiczeń, dwie strzelnice wojskowe, bloki mieszkalne i Wojskowa Akademia Techniczna.